# Терміносистема етнічної географії
Терміносистема етнічної географії — сукупність взаємно пов‘язаних термінів, що використовуються в етнічній географії і творять цілісну систему.
Система етногеографічних термінів є складною, структурованою, утвореною на основі географічних термінів, а також етнологічних, етнографічних, етнодемографічних, етносоціологічних, етнополітологічних, етноісторичних, етноантропологічних, етногенетичних тощо. 

## Історія та сучасні тенденції
Національні етногеографічні терміносистеми мають і спільне і відмінне.  Проте сьогодні вони зазнають зближення, а в перспективі можна очікувати їх інтеграції в єдину етногеографічну терміносистему.
Терміносистема української етнічної географії пройшла складний шлях становлення і розвитку. Історично зумовлена її початкова близькість до німецької, польської та російської терміносистем. Проте в умовах СРСР відбулася примусова переорієнтація на один російський зразок. Певний час картографічні етногеографічні видання на території УРСР взагалі не видавалися. В часи незалежності, завдяки поверненню українському науковому й освітянському середовищу термінів, що вживалися в Україні у докомуністичні часи та серед українознавців країн вільного світу, відбулося
розширення української етногеографічної терміносистеми. Надалі очікується її стандартизація та зближення з європейськими та іншими етногеографічними школами.

## Терміни, що вживаються в етногеографічних  текстах українознавчої проблематики
Серед термінів, що вживаються в українознавчих текстах етногеографічної тематики, є такі:
- анклав етнічний (етнічний анклав, етнічний острів),
- асимільований район (асимільована територія),
- багатоетнічне поселення (поліетнічне поселення),
- втрачені землі (втрачені етнічні території),
- географічне розташування етносу (географічне розташування етнічної групи),
- двоетнічне поселення,
- дисперсна форма розселення,
- етногеографічне районування України,
- етногеографія (етнічна географія),
- етнічна карта,
- етнічна межа,
- етнічна міграція,
- етнічна мозаїчність території,
- етнічна будова людності території (етнічна структура населення території, національний склад населення території),
- етнічна група,
- етнічна спільнота,
- етнічна територія (етнічні землі),
- етнічна територія українців (українська етнічна територія),
- етногеографічна група,
- етногеографічна карта,
- етнографічна карта,
- етнографічна територія,
- етнос (народ),
- етноси (народи) Балканського півострова (балканські народи),
- етноси (народи) Кавказу (кавказькі народи),
- етноси (народи) Російської Федерації,
- етноси (народи) України,
- європейські народи (європейські етноси),
- зарубіжні (закордонні) українці,
- західна українська діаспора,
- західноєвропейські етноси (народи),
- Зелений клин,
- змішана етнічна територія,
- індекс етнічної мозаїчності території,
- історичні райони (історичні землі, історичні території)
- карта етнічного складу населення,
- колонізовані території,
- контактні зони (контактні райони),
- Малиновий клин,
- межа етнічної території (етнічна межа, етнічні межі, етнічна границя),
- межа української етнічної території,
- міські поселення,
- одноетнічна територія (одноетнічний район),
- одноетнічне поселення,
- пересування (територіальне) етнічного ядра,
- перехідна етнічна територія,
- район високого рівня соціальної рухливості (мобільності) етноса,
- розселення етносів,
- система розселення етносу,
- сільські поселення,
- Сірий клин,
- Субетнос,
- східна українська діаспора,
- східноєвропейські етноси (народи),
- територіальна група,
- територіальна організація етносу (територіальна організація етнічної групи),
- територія перекультурення (територія аккультурації),
- територія господарсько-культурного типу (район господарсько-культурного типу),
- територія етнічного конфлікту,
- територія етнічної асиміляції (райони етнічної асиміляції),
- територія етнічної сепарації (територія етнічного відокремлення),
- територія етнічної периферії,
- територія колонізації (райони колонізації),
- територія етнічного ядра (район етнічного ядра, район ядра етнічної території),
- українська діаспора,
- Україна,
- українсько-молдовська етнічна межа,
- українсько-польська етнічна межа,
- українсько-румунська етнічна межа,
- українсько-російська етнічна межа,
- українсько-словацька етнічна межа,
- українсько-угорська етнічна межа,
- центральноєвропейські етноси (народи).

## Значення системи термінів етнічної географії для українців і України
Система етногеографічних термінів характеризує «підвалини українського етносу й української нації — географічне розміщення і територіальну організацію українського етносу у світі, корінних та прийшлих етнічних спільнот в Україні».

## Зв'язок терміносистеми етнічної географії з іншими науками
Інтегрована в українознавство частина терміносистеми етнічної географії є Етногеографічною складовою терміносистеми українознавства.
Етногеографічні терміни часто використовуються у політологічних текстах, зокрема в етнополітології. Терміни етнічної географії вживаються і в інших науках (де вони вважаються своїми) — у демографії, соціології, лінгвістиці, культурології, історичних науках тощо. Оскільки в одне слово чи словосполучення в різних науках інколи вкладають різний зміст, виникає омонімія серед українознавчих термінів. Поширеним явищем залишається синонімія. Однак першість етнічної географії на тлумачення певного кола термінів є природною.